# Meckfeld (Bad Berka)
Meckfeld ist ein Ortsteil der Stadt Bad Berka im Landkreis Weimarer Land, Thüringen.

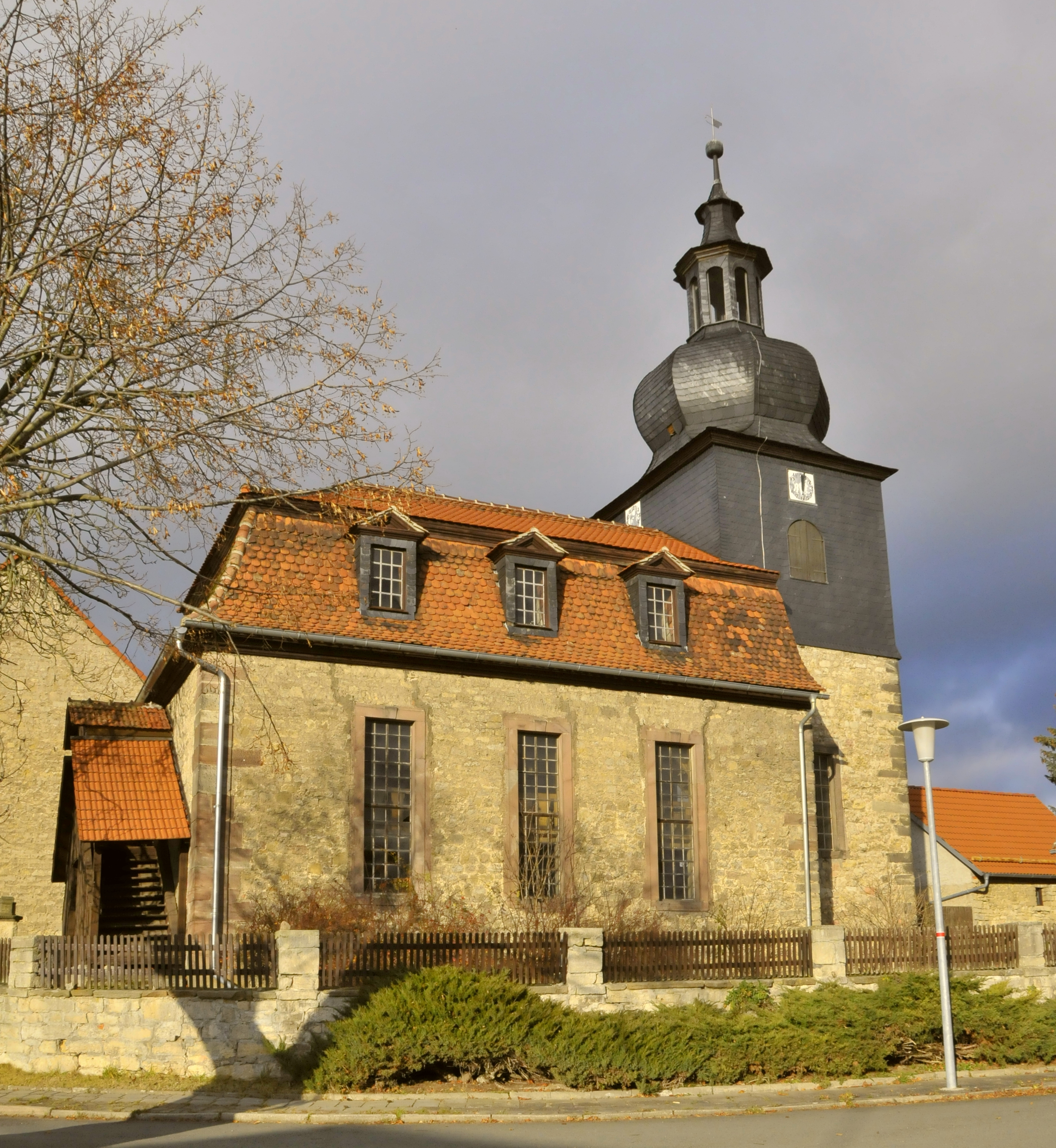
Dorfkirche St. Martin

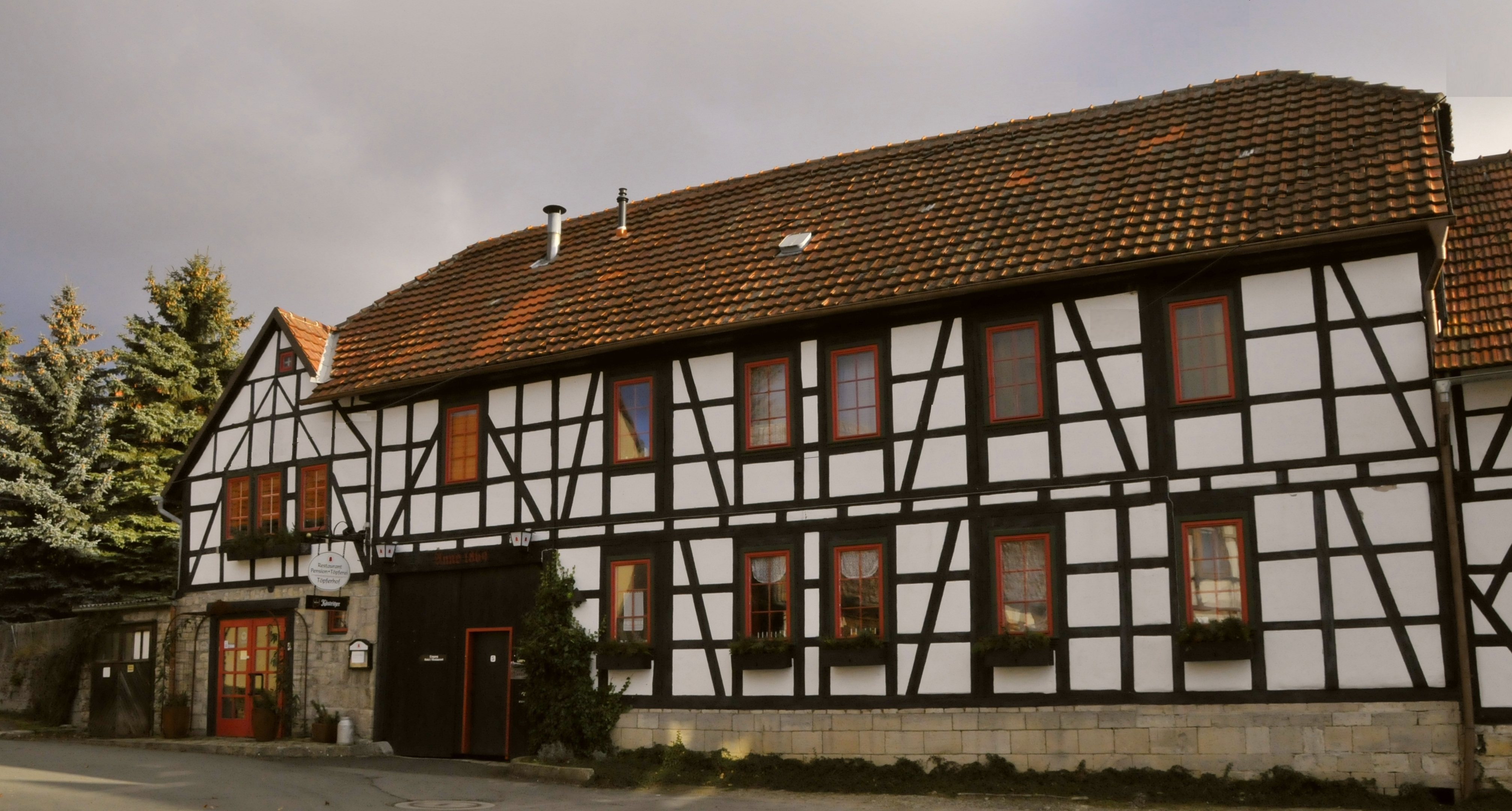
Töpferwerkstatt

## Geografie
Meckfeld liegt östlich von Klettbach auf einer Hochebene zwischen zwei bewaldeten Anhöhen an der Landesstraße 2166, die von Bad Berka nach Klettbach auf die Landesstraße 1052 zur Bundesautobahn 4 und zur Anschlussstelle Erfurt Ost führt. Die Böden der Hochebene sind meist aus verwitterten Muschelkalk und dazu noch grundwasserfern. Nächstliegende Ortschaften sind Klettbach im Westen und Gutendorf im Osten. Zwischen Gutendorf und Meckfeld erhebt sich der Rüttelsberg in einer Höhe von 470,4 m ü. NN, auf dem ein Sendemast steht.
Meckfeld ist ein Ort im Landschaftsschutzgebiet Mittleres Ilmtal.

## Geschichte
1219 wurde die erste urkundliche Erwähnung des in der Grafschaft Berka gelegenen Ortes registriert. Der Name Meckfeld wird von Ziege abgeleitet. Im Mittelalter trat im Ort ein Adelsgeschlecht mit gleichem Namen auf. Später gehörten die Besitzungen der Familie von Witzleben. Im Dreißigjährigen Krieg wurde auch in diesem Dorf alles zerstört.
Meckfeld, welches ursprünglich mainzisches Lehen war, gehörte als erzstiftliches Dorf zur Herrschaft bzw. zum Amt Tonndorf und teilte dessen Geschichte. 1802 kam er mit dem Erfurter Gebiet zu Preußen und zwischen 1807 und 1813 zum französischen Fürstentum Erfurt. Mit dem Wiener Kongress kam der Ort 1815 mit dem Amt Tonndorf zum Großherzogtum Sachsen-Weimar-Eisenach, zu dessen Verwaltungsbezirk Weimar er ab 1850 gehörte.
Ab 1621 gab es in der Dorfschule Unterricht. Ab 1929 mussten die Kinder nach Gutendorf (1,7 km) und ab 1960 nach Bad Berka (8 km) in die Schule gehen.
Im 16. Jahrhundert wurde auch hier Waid angebaut.
Ortsteilbürgermeister ist Türk Reusse.

## Kultur und Sehenswertes
- Die evangelische Kirchgemeinde von Meckfeld gehört zum Kirchspiel Klettbach. Die Kirche St. Martin, in Dorfmitte an der zentralen Kreuzung gelegen, enthält eine Orgel von 1885 aus der Werkstatt von Karl Hickmann & Sohn aus Dachwig[5]. Die Dorfkirche besitzt einen barocken Zwiebelturm. Sie wurde 1767 an den bereits vorhandenen mittelalterlichen Altarraum angebaut[6][7].
- Überregional bekannt wurde das Dorf durch die Töpferwerkstatt in Dorfmitte gegenüber der Kirche, wo sich regelmäßig Bildende Künstler und Kunstinteressierte zum Gedankenaustausch treffen. Das schmucke Fachwerkhaus beherbergte neben der Töpferwerkstatt Ausstellungsräume für ständige und wechselnde Expositionen sowie eine Gastwirtschaft mit Pension. Heute ist es zum Wohnhaus umgebaut. Die Töpferei gibt Kurse.[7]
- Im Raum Erfurt-Kranichfeld-Bad Berka ist eine weitere Attraktion bekannt: das Waldgasthaus und Hotel Stiefelburg. Das Gasthaus liegt allerdings in der Gemarkung von Nauendorf  (Näheres siehe dort).